# Viktor Illarionovič Ivčenko
Viktor Illarionovič Ivčenko (Bohoduchiv, 4 novembre 1912 – Rostov sul Don, 5 settembre 1972) è stato un regista cinematografico sovietico.

## Filmografia parziale

### Regista
- Č. P. - Črezvyčajnoe proisšestvie (1958)
- Lesnaja pesnja (1961)